# Н’Ганга, Игор
Игор Н’Ганга (фр. Igor N'Ganga; 14 апреля 1987 года, Киншаса) — конголезский футболист, защитник. Ныне выступает за швейцарский клуб «Арау». Игрок сборной Республики Конго.

## Клубная карьера
Игор Н’Ганга начинал карьеру футболиста в 2003 году во швейцарском клубе «Лозанна», выступавшем тогда в четвёртой по уровню лиге Швейцарии. Летом 2005 года он перешёл в клуб швейцарской Суперлиги «Янг Бойз», где играл за молодёжную команду. 24 сентября 2006 года он дебютировал в Суперлиге, выйдя на замену в гостевом поединке против «Санкт-Галлена». Далее Н’Ганга выступал за клубы швейцарской Челлендж-лиги: «Кьяссо», «Шаффхаузен» и «Арау». Вместе с последним в 2013 году конголезец добился выхода в Суперлигу, где в течение 2 сезонов регулярно играл за свою команду, пока та не вылетела обратно в Челлендж-лигу.

## Карьера в сборной
27 марта 2011 года Игор Н’Ганга дебютировал за сборную Конго в домашнем матче против Ганы, проходившем в рамках отборочного турнира Кубка африканских наций 2012 года.